# رضا پرکاس
رضا پرکاس (زادهٔ ۱۶ فروردین ۱۳۴۷ در خرمشهر) یک مربی فوتبال ایرانی-آلمانی است که سابقه مربیگری در آلمان، امارات، ایران و عمان را دارد. پرکاس در آلمان به عنوان داور چهارم و ماساژور نیز کار می‌کرد.

## دوران مربی‌گری
پرکاس پیش از استروشن تاجیکستان، سرمربی باشگاه یونیون برادرز بود.
پرکاس به عنوان سرمربی تیم استروشن در زمان اعلام ترکیب آنها برای فصل ۲۰۲۲ لیگ برتر تاجیکستان انتخاب شد.
او در ۲۹ ژوئن ۲۰۲۲ سرمربی باشگاه فوتبال صنعت نفت آبادان شد.